# John & Jen
John & Jen és un musical amb música d'Andrew Lippa, lletra de Tom Greenwald i llibret de Lippa i Greenwald. És un espectacle de dues persones sobre les relacions primer entre un germà i una germana, John i Jen, i després, després que John hagi mort, entre Jen i el seu fill, també anomenat John. El musical va estrenar-se a l'Off-Broadway el 1995 i va tenir un revival de nou a l'Off-Broadway el 2015.

## Produccions
John & Jen es va estrenar a la Goodspeed Opera House, East Haddam, Connecticut el 1993. Dirigida per Gabriel Barre, el repartiment comptava amb Carolee Carmello i James Ludwig
El musical va representar-se al Lamb's Theatre de l'off-Broadway des de l'1 de juny fins a l'1 d'octubre de 1995.Va ser protagonitzat per Carolee Carmello com Jen i James Ludwig com John, amb direcció de Gabriel Barre.
El juliol de 2006 s'estrenà en català al Versus Teatre de Barcelona, adaptada i dirigida per David Pintó, interpretada per Laia Piró i Jordi Vidal. Va estar dos mesos en cartel amb èxit de crítica.
El 2018 es va poder tornar a veure John & Jen a Barcelona, aquest cop al Gaudí Teatre entre el 21 de juny al 15 de juliol, amb una adaptació de David Pintó, direcció de Xavi Duch i protagonitzada per Anna Valldeneu i Marc Pociello.
El revival de l'off-Broadway del vintè aniversari de l'espectacle es va obrir en preestrenes al Clurman Theatre de Theatre Row el 10 de febrer de 2015, amb l'estrena oficial el 26 de febrer.El revival, presentat per Keen Company, estava protagonitzat per Kate Baldwin i Conor Ryan. El revival es va tancar el 4 d'abril de 2015.
El Southwark Playhouse de Londres acollí l'estrena mundial d'una versió nova i actualitzada de John & Jen que abasta el període 1985-2022 del 28 de juliol al 21 d'agost de 2021, protagonitzada per la nominada al Premi Olivier Rachel Tucker i Lewis Cornay. Aquesta nova producció va estar dirigida per Guy Retallack i produïda per Bray Productions.

## Sinopsi
Acte I (1952–1972)
Jen Tracy, de sis anys, dona la benvinguda al món al seu germà nounat, John, amb un avís sobre com funcionen les coses i amb la promesa de protegir-lo del pare. ("Welcome to the World") A mesura que creixen, Jen fa tot el possible per protegir en John de les decepcions de la vida, inclosa una dolorosa baralla de Nit de Nadal entre els seus pares. Poc després del setè aniversari d'en John, Jen descobreix un hematoma a la cara. “Va ser culpa meva”, li diu, “he trencat un vidre”. Jen promet que el pare no tornarà a fer mal a John, i ella i John fan un tracte per estar sempre l'un per l'altre. ("Think Big") A mesura que la parella creix, la rivalitat entre germans sorgeix quan John es veu obligat a assistir a la final de bàsquet de l'escola secundària de Jen. ("Dear God") Però quan és hora que Jen vagi a la universitat, en John li demana que no el deixi sol. ("Hold Down the Fort") Jen està decidida a alliberar-se, però, acord o sense acord. "No puc agafar-te la mà per sempre", li diu a John. "Creix".
Jen abraça el món dels anys 60 a la fantàstica ciutat de Nova York, on es converteix en una hippie experimentadora de drogues mentre la vida de John va en la direcció oposada. ("Out of My Sight") Sense Jen allà per protegir-lo, en John cau sota la influència del seu pare i decideix unir-se a la Marina. ("It Took Me A While")
Quan la Jen torna a casa de Nova York, ella i en John veuen quant han canviat i fins a quin punt s'han separat. ("Out of My Sight"). En assabentar-se dels plans de la Jen de traslladar-se al Canadà amb el seu xicot que esquiva ser allistat, en John l'acusa de rebutjar tot el que ell i el pare defensen, i es separen amb ira. ("Run and Hide") Després que en John se'n va, Jen desplega una bandera americana, la posa sobre un taüt i ens assabentem que en John ha mort al Vietnam. "Ho sento, germà petit", xiuxiueja mentre acaba l'acte I. ("Epilogue")
Acte II (1972–1990)
Ara que viu al Canadà, Jen, de 26 anys, és la mare d'un nen acabat de néixer, a qui anomena John. ("Old Clothes") Però aquest John no és el nen ingenu dels anys 50 que la seva mare espera que sigui. Quan Jen torna als Estats Units, deixant enrere el seu matrimoni fallit, es prepara per passar el Nadal sola amb John, de set anys. El seu regal al seu fill és un vell guant de beisbol, que li diu amb orgull que pertanyia al seu oncle. Però en John rebutja el regal, queixant-se: "Seré l'únic nen de l'escola amb un guant vell de merda!"
Jen fa que el seu fill jugui l'esport preferit del seu oncle, però el seu comportament desagradable als partits només aconsegueix mortificar-lo. ("Little League") Visitant la tomba del seu germà en el que hauria estat el seu 32è aniversari, Jen comenta les similituds entre els dos Johns i promet que no fallarà al seu fill. ("Just Like You") Però quan arriba l'hora que el nen de 12 anys se'n vagi al campament, la Jen amb prou feines és capaç d'acomiadar-se. ("Bye Room")
En un muntatge que abasta els anys de secundària de John, John i Jen es tornen com a presentadors de programes de tertúlia simulats que cobreixen temes que revelen la creixent dependència de Jen del seu fill i la lluita d'en John per la llibertat. ("Talk Show") Més tard, quan en John descobreix que la seva mare ha amagat el seu paquet d'acceptació de la Universitat de Colúmbia, queda clar que Jen està aterrida de que torni a perdre en John i que ja no és capaç de diferenciar-la. germà i el seu fill. ("Smile of Your Dreams")
Finalment, en adonar-se de com la seva mare el necessita desesperadament, en John decideix renunciar a Columbia en favor d'un col·legi comunitari local. Pertorbada de veure'l llançant el seu futur a causa d'ella, Jen ridiculitza la seva decisió. En John està profundament ferit per la reacció de la seva mare, i es burla amargament de la seva influència en la seva vida. ("Graduation") A mesura que la seva discussió s'intensifica, la Jen dona una bufetada al seu fill.
Commocionada pels paral·lelismes amb el seu pare abusiu, Jen es retira a la tomba del seu germà, on finalment accepta que és hora de seguir endavant. ("The Road Ends Here") John s'uneix a la seva mare al cementiri, on Jen li demana perdó. ("That Was My Way") Jen finalment pot deixar marxar el seu fill i ells donen els seus primers passos al món pel seu compte. ("Every Goodbye is Hello")

## Cançons
| Acte I – Jen i John (germà) - "Welcome to the World" – Jen - "Think Big" – Jen i John - "Dear God" – Jen i John - "Hold Down the Fort" – Jen - "Timeline" – Jen i John - "It Took Me a While" – John - "Out of My Sight" – Jen i John - "Run and Hide" – Jen i John - "Epilogue" – Jen i John | Acte II – Jen i John (fill) - "Old Clothes" – Jen - "Little League" – Jen i John - "Just Like You" – Jen - "Bye Room" – John - "Talk Show" – Jen i John - "Smile of Your Dreams" – Jen - "Graduation" – Jen i John - "The Road Ends Here" – Jen - "That Was My Way" – Jen - "Every Goodbye is Hello" – Jen i John |

## Gravació
L'enregistrament original del repartiment va ser llançat per Ghostlight Records en format digital el 2012.
El juny de 2015 es va publicar una gravació de l'Off-Broadway Cast de 2015.